# استان قارص
استان قارص (ترکی:kars, ارمنی: Կարսի նահանգ) نام یکی از استان‌های ترکیه است که مرکز آن هم شهری است به همین نام. در ۵۴ کیلومتری شهر قارص پیستهای اسکی ساری قمیش قرار دارد. نزدیکترین فرودگاه، فرودگاه بین‌المللی قارص می‌باشد.

## مذهب
جماعتی از آذری‌های علوی در قسمت شرقی قارص زندگی می‌کنند.

## نگارخانه

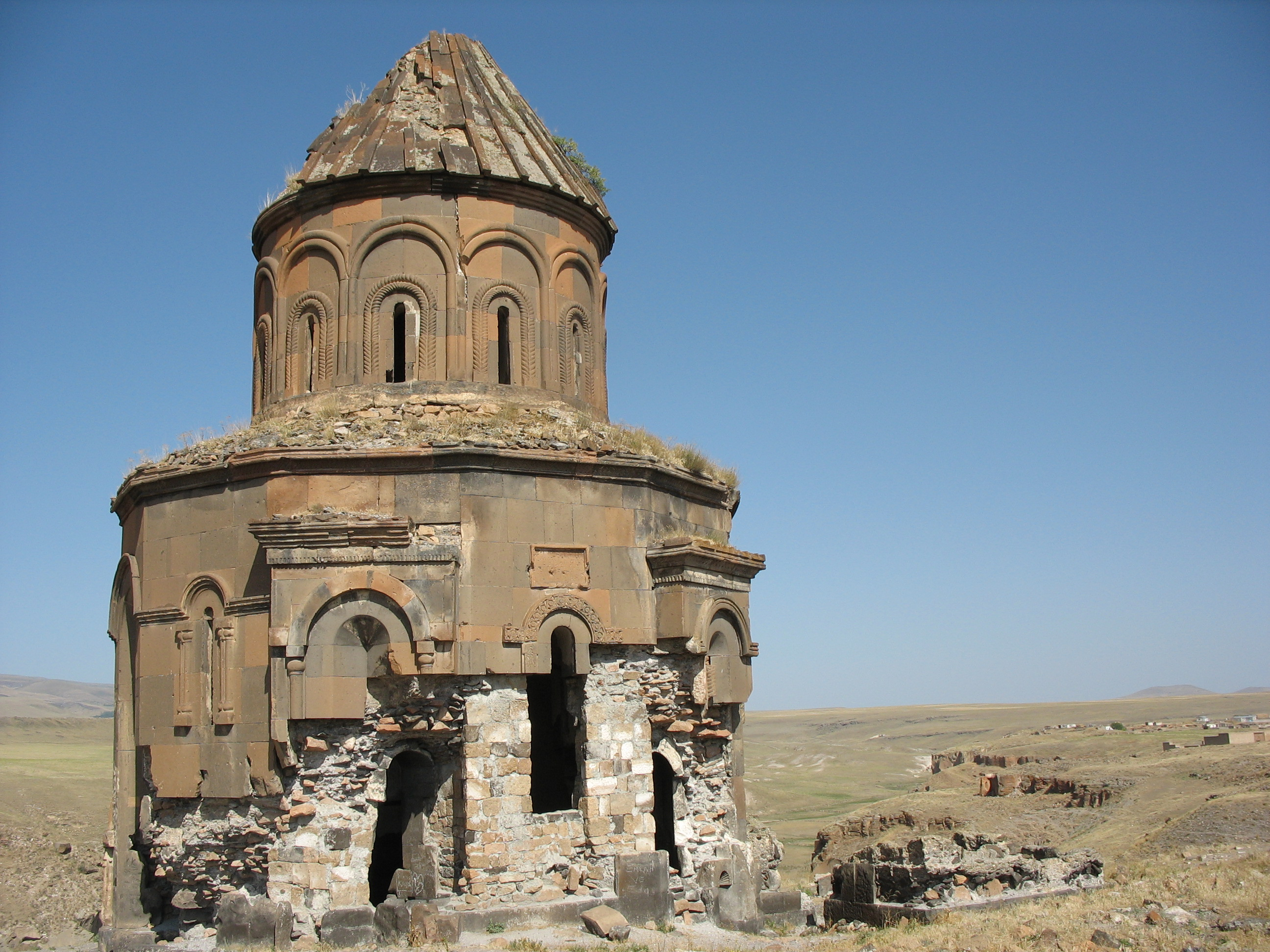
کلیسای در استان قارص
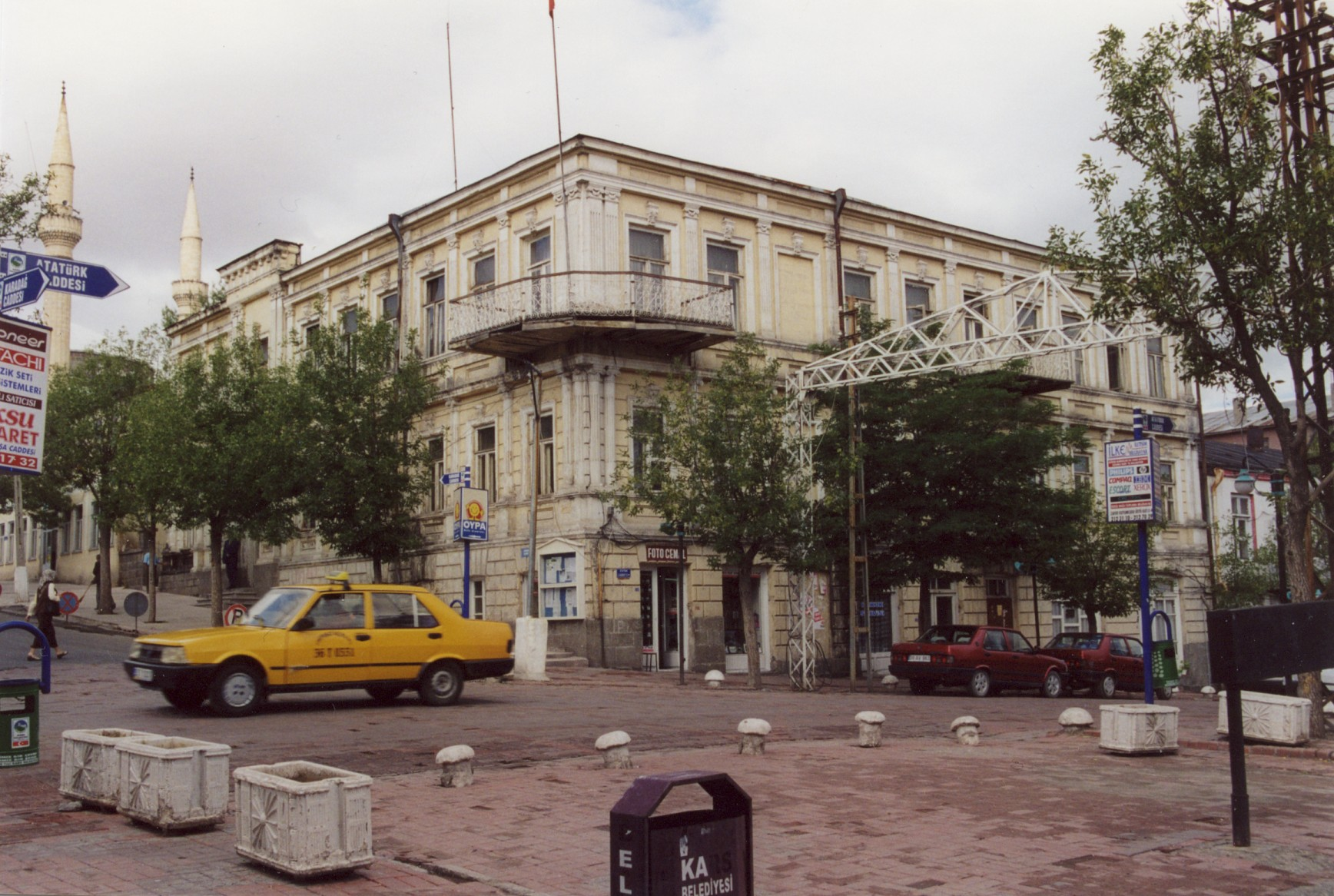
مرکز شهر قارص
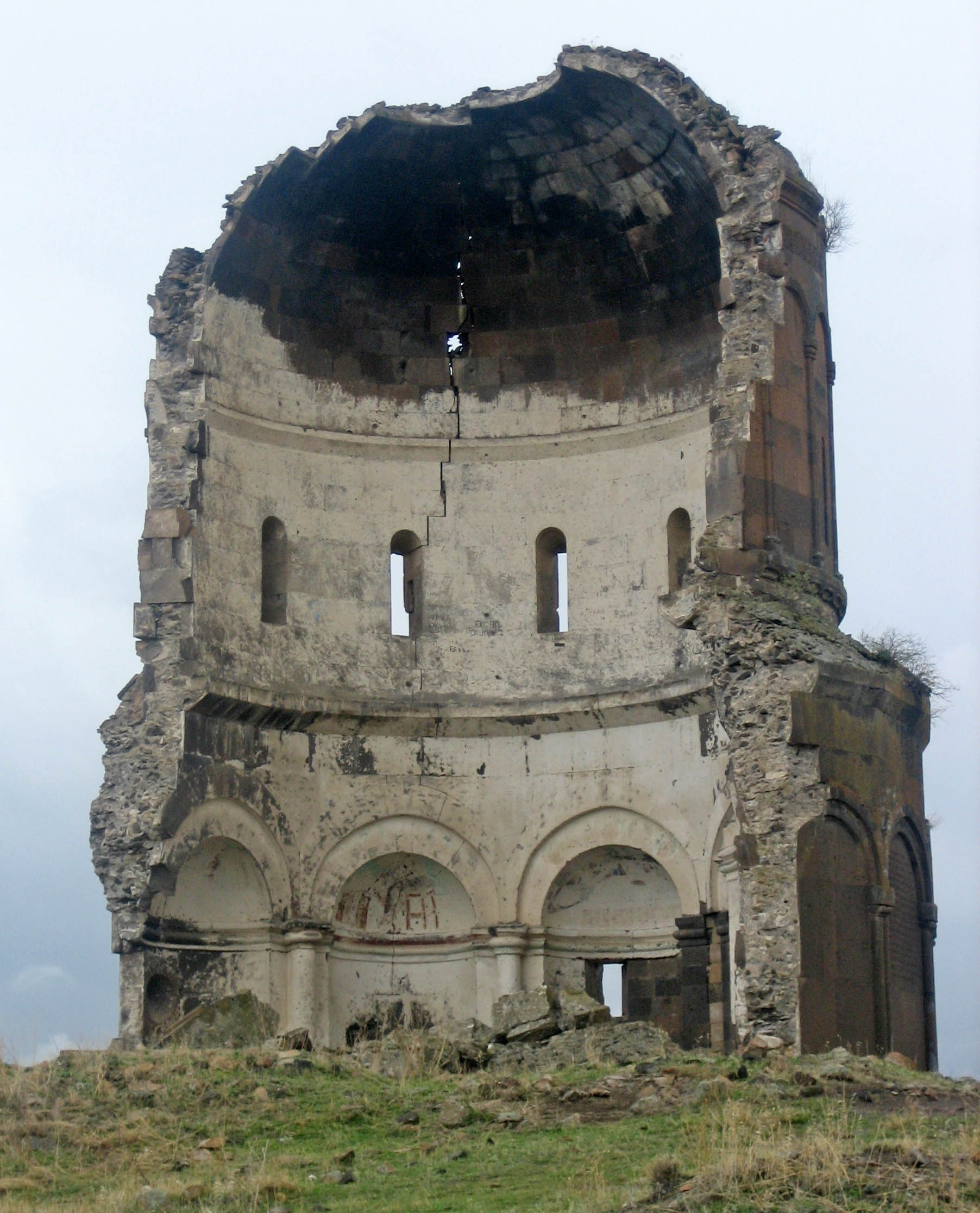
ویرانه‌های آنی (شهر باستانی)
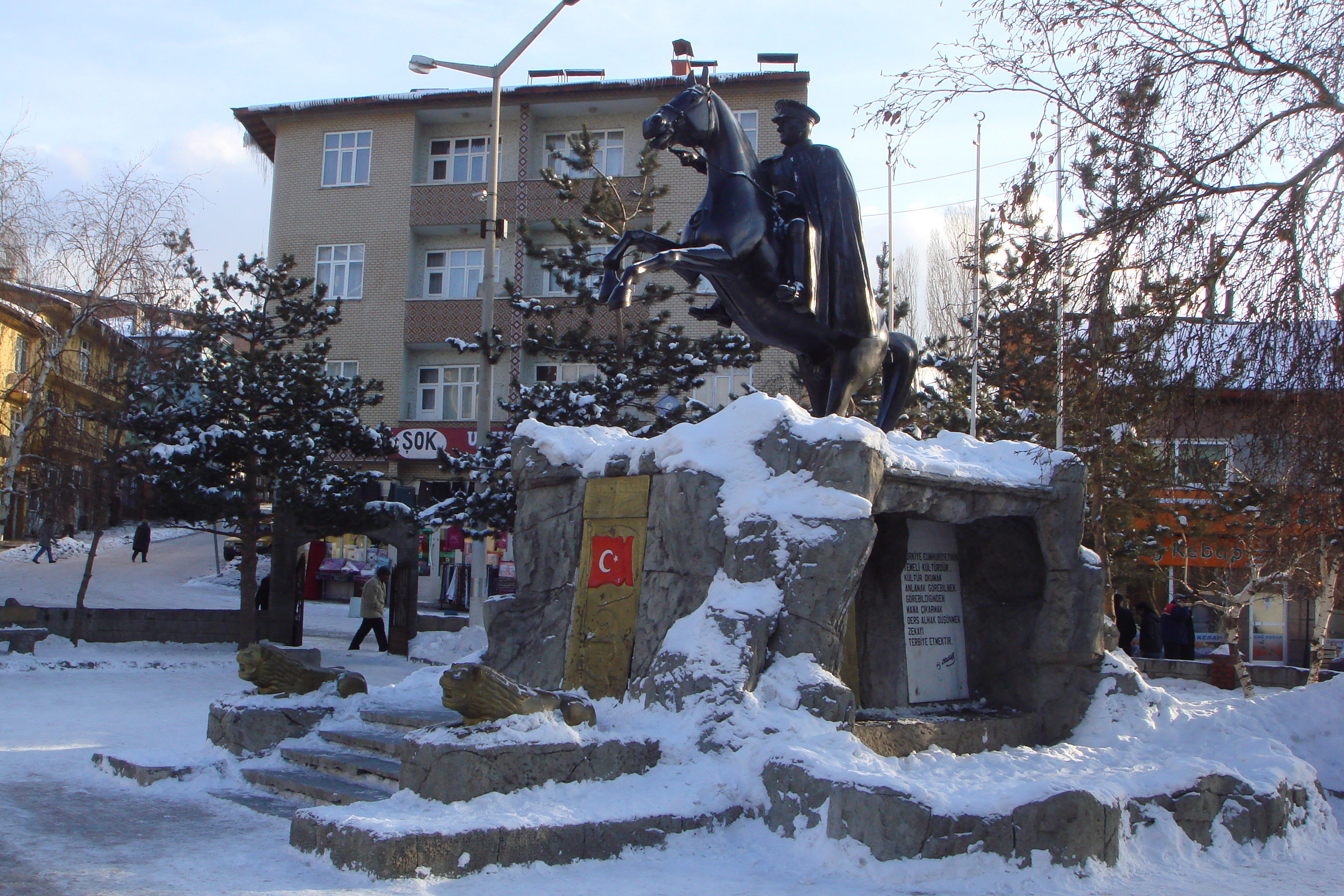
مجسمه یادبود مصطفی کمال آتاترک در ساری‌قمیش (شهر)
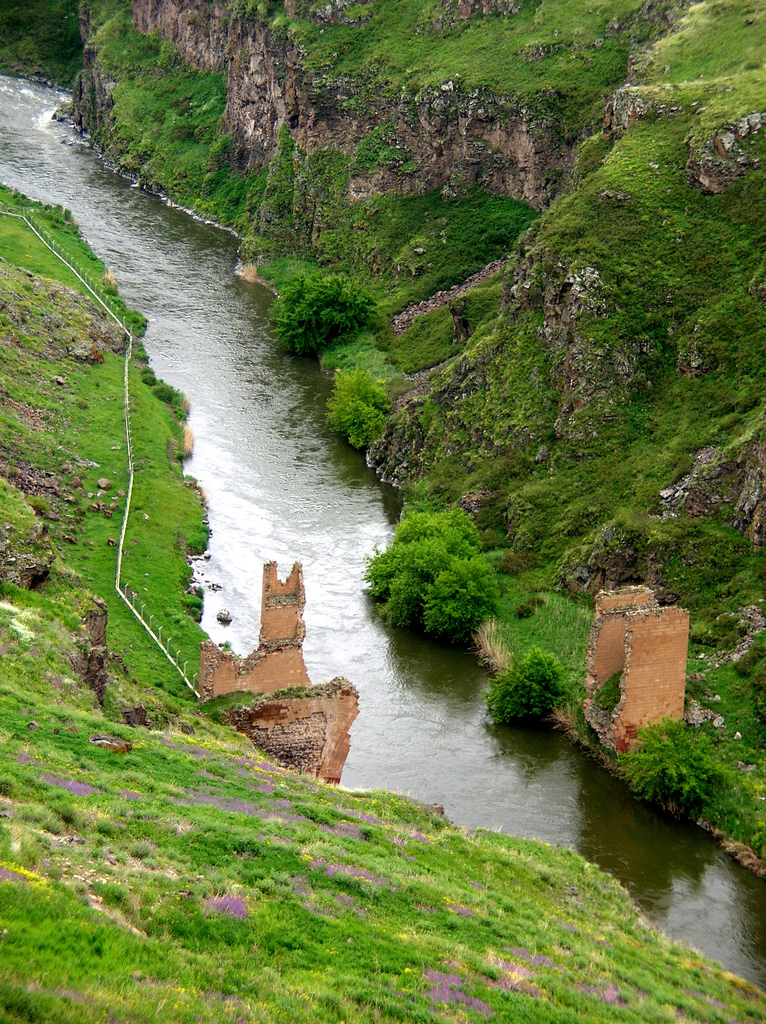
A ruined bridge in Ani